# Liste russischer Erfinder und Entdecker
Die Liste russischer Erfinder und Entdecker ist eine Liste von russischen Erfindern und Entdeckern. Die Zuordnung zu „russisch“ erfolgt nach der Zuordnung der Person zu der Kategorie:Russe. Die Listung erfolgt in alphabetischer Reihenfolge des Familiennamens.

## Liste

### A
- Walerian Iwanowitsch Abakowski: (Lettland/Russland), Aerowagon
- Jewgeni Abramjan: (Georgien/Russland), Miterfinder des Raumanzugs (Seil) für den Außenbordeinsatz
- Wsewolod Michailowitsch Abramowitsch: Flugpionier
- Alexei Alexejewitsch Abrikossow: Physiker (Nobelpreis) - Arbeiten über Supraleiter
- Howhannes Adamjan: (Armenien/Russland), Miterfinder des Farbfernsehens
- Georgi Maximowitsch Adelson-Welski: gemeinsam mit Jewgeni Michailowitsch Landis entwickelte er 1962 die Datenstruktur des AVL-Baums in der Informatik
- Alexander Danilowitsch Alexandrow: Mathematiker; Alexandrov-Raum
- Anatoli Petrowitsch Alexandrow: Atomphysiker, verantwortlicher Leiter des Projekts zur Herstellung von atombetriebenen U-Booten in Russland
- Alexandre Alexeieff: (Frankreich/Russland), Pionier des Zeichentrickfilms
- Schores Iwanowitsch Alfjorow: Physiker, (Nobelpreis) – Arbeiten aus der Halbleiterphysik
- Abram Isaakowitsch Alichanow: Kernphysiker, mitbeteiligt am sowjetischen Atombombenprojekt, Begründer des ITEP-Physikinstituts
- Genrich Saulowitsch Altschuller (Sowjetunion/Russland), systematisches Verfahren auf Basis einer Theorie des erfinderischen Problemlösens (TRIZ) und später auch einen Algorithmus zur Lösung eines Erfindungsproblems (ARIZ)
- Wassili Wassiljewitsch Andrejew: Neukonstruktion von Balalaika und Domra
- Pjotr Fjodorowitsch Anjou: Polarforscher und Admiral
- Lew Andrejewitsch Arzimowitsch: Physiker, Miterfinder des Tokamaks

### B

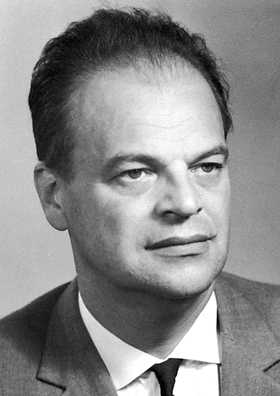
Nikolai Gennadijewitsch Bassow, 1964

- Boris Artaschessowitsch Babajan: Informatiker, Elbrus-Computer
- Georgi Nikolajewitsch Babakin: Raumsonden Luna 9, Mars 2 und Mars 3
- Wladimir Dawidowitsch Baranow-Rossiné: (Russland/Frankreich), Optophonisches Piano
- Wladimir Pawlowitsch Barmin: Mitkonstrukteur des sowjetisch-russischen Weltraumbahnhofs Baikonur
- Nikolai Gennadijewitsch Bassow: Physiker (Nobelpreis) – Arbeiten auf dem Gebiet der Quantenelektronik, die zur Konstruktion von Oszillatoren und Verstärkern auf der Basis des Maser-Laser-Prinzips führten
- Wladimir Michailowitsch Bechterew: Neurologe, Grundlagen der Reflexologie des Menschen
- Fjodor Abramowitsch Blinow: Fahrzeugpionier
- Sam Born: (Russland/Vereinigte Staaten), Maschine zur Herstellung von Lollipops
- George de Bothezat: (Russland/Vereinigte Staaten), Pionier des Helikopterfluges
- Sergey Brin: (Sowjetunion/Vereinigte Staaten), Miterfinder der Suchmaschine Google
- Michail Ossipowitsch Britnew: Bau des ersten Eisbrechers Pilot, 1864
- Nikolai Brussenzow: Informatiker, Bau des balancierten ternären auf Logik aufbauenden Computers Setun
- Gersch Izkowitsch Budker: Physiker, Elektronenkühlung
- Alexander Michailowitsch Butlerow: Chemiker, Untersuchungen von Formaldehyd

### C
- Juli Borissowitsch Chariton: Physiker, Beiträge zur sowjetischen Atombombe
- Jewgeni Chertowski: erster Druckanzug
- Alexander Chischewski: Ionisator

### D
- Akinfi Nikititsch Demidow: Begründer des Bergbaus im Altai-Gebirge
- Juri Nikolajewitsch Denisjuk: Physiker, Beiträge zur Holografie
- Alexander Dianin: Chemiker, Bisphenol A
- Michail Ossipowitsch Doliwo-Dobrowolski: Drehstrom-Asynchronmaschine
- Nikolai Antonowitsch Dolleschal: Beitrag zur sowjetischen Atombombe, Bau sowjetischer Kernkraftwerke

### F
- Peter Carl Fabergé: Fabergé-Eier

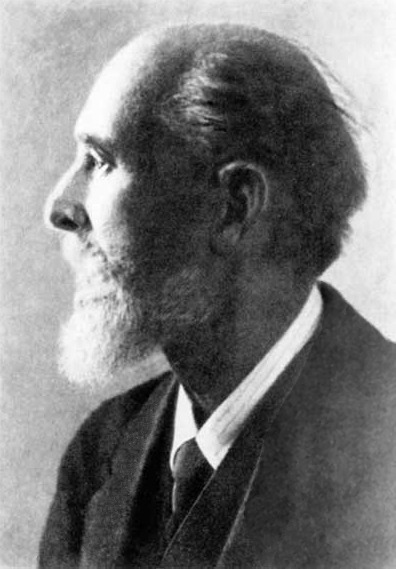
Peter Carl Fabergé

- Swjatoslaw Nikolajewitsch Fjodorow: Pionier der Refraktiven Chirurgie in der Augenheilkunde
- Georgi Nikolajewitsch Fljorow: Kernphysiker, Entdecker neuer chemischer Elemente des Periodensystems
- Nicolas Florine: (Russland/Belgien) Doppelrotor-Hubschrauber
- Wladimir Alexandrowitsch Fock: Physiker, Fock-Raum; Hartree-Fock-Methode
- Ilja Michailowitsch Frank: (Nobelpreis für Physik 1958) – für die Entdeckung und Interpretation des Tscherenkow-Lichts (gemeinsam mit Igor Tamm und Pawel Alexejewitsch Tscherenkow)
- Alexander Alexandrowitsch Friedmann: Physiker und Kosmologe, Friedmann-Gleichungen

### G
- Juri Alexejewitsch Gagarin: Kosmonaut, war als erster Mensch im Weltall
- George Gamow: Kosmologe, trug wesentlich zur Urknall-Theorie bei und sagte 1946 die kosmische Hintergrundstrahlung voraus
- Dmitri Z. Garbusow: Physiker, Laserdiode
- Georgi Franzewitsch Gause: Biologe, Gramicidin S
- Andre Geim (Russlanddeutscher), Physiker (Nobelpreis, gemeinsam mit Konstantin Novoselov) – Forschungen an Graphen
- Witali Lasarewitsch Ginsburg, Physiker (Nobelpreis) - Arbeiten über Supraleiter
- Walentin Petrowitsch Gluschko, Raumfahrtingenieur, Entwicklung von Raketentriebwerken; RD-170
- Boris Borissowitsch Golizyn: elektrodynamischer Seismograph

### H
- Wiktor Hambardsumjan: (Armenische SSR): Astrophysiker, Mitbegründer der theoretischen Astrophysik

### I
- Andronik Gewondowitsch Iossifjan: Raketentechniker
- Dmitri Iossifowitsch Iwanowski: Biologe und Begründer der modernen Virologie

### J

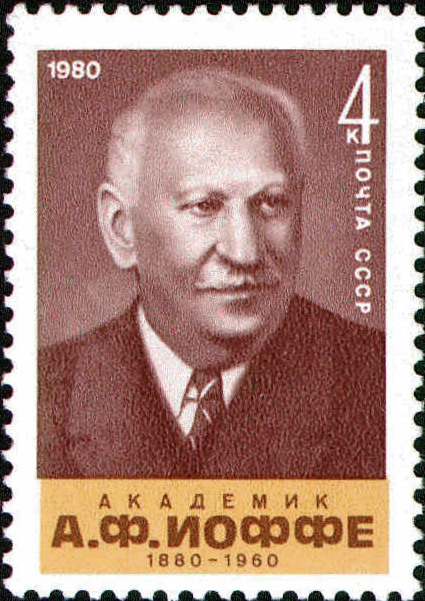
Abram Fjodorowitsch Joffe

- Pawel Nikolajewitsch Jablotschkow: Jablotschkowsche Kerze
- Abram Fjodorowitsch Joffe: Erhöhung der Plastizität und Festigkeit von Ionenkristallen bei Einwirkung eines Lösungsmittels – heute als Joffe-Effekt bezeichnet.
- Anatol Josepho (Russland/Vereinigte Staaten): Fotoautomat
- Sergei Sergejewitsch Judin: Chirurg, Bluttransfusion

### K

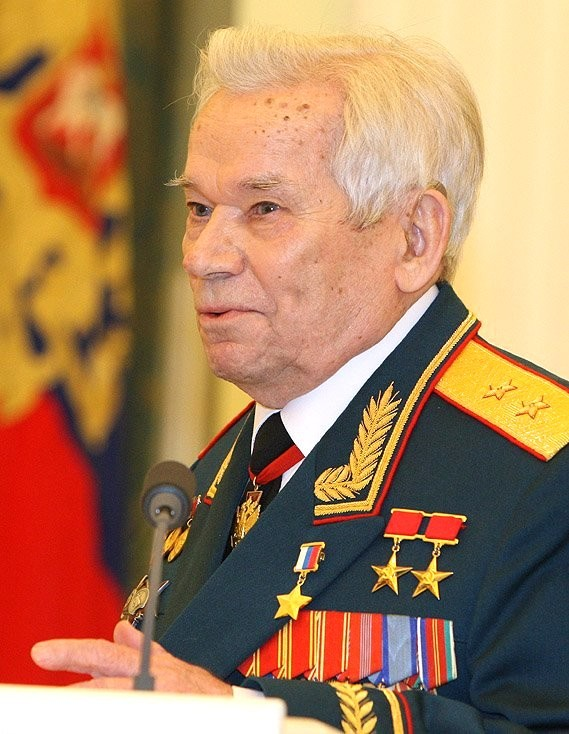
Michail Timofejewitsch Kalaschnikow

- Michail Timofejewitsch Kalaschnikow: Waffenkonstrukteur, u. a. Gewehr AK-47
- Pjotr Leonidowitsch Kapiza: Physiker (Nobelpreis) – grundlegende Erfindungen und Entdeckungen in der Tieftemperaturphysik
- Jewgeni Walentinowitsch Kasperski: Informatiker, Kaspersky Anti-Virus
- Alexander Leonowitsch Kemurdschian: Raumfahrtingenieur, erster Rover/Raumfahrtfahrzeug Lunochod 1
- Isaak Konstantinowitsch Kikoin: Physiker, Photoelektromagnetischer Effekt
- Andrei Nikolajewitsch Kolmogorow: Mathematiker; Beiträge zur Wahrscheinlichkeitstheorie und zur Topologie
- Sergei Pawlowitsch Koroljow: Raketenkonstrukteur; Sojus-Rakete
- Michail Iljitsch Koschkin: T-34 Panzer
- Gleb Jewgenjewitsch Kotelnikow: Rucksack-Fallschirm
- Samwel Grigorjewitsch Kotscharjanz: Kernwaffentechniker, Atomsprengköpfe für ballistische Raketen
- Igor Wassiljewitsch Kurtschatow: Kernphysiker; Leiter des sowjetischen Atombombenprojektes, erstes Kernkraftwerk
- Alexei Nikolajewitsch Krylow: Krylow-Unterraum-Verfahren

### L
- Lew Landau: Führender theoretischer Physiker und Nobelpreisträger; Verfasser des Lehrbuchs der theoretischen Physik
- Jewgeni Michailowitsch Landis: Informatiker, gemeinsam mit Georgi Maximowitsch Adelson-Welski entwickelte er 1962 die Datenstruktur des AVL-Baums in der Informatik
- Pjotr Nikolajewitsch Lebedew: Physiker, experimenteller Nachweis des Strahlungsdruck
- Sergei Alexejewitsch Lebedew: Informatiker, erster sowjetischer Computer MESM
- Alexander Iljitsch Leipunski: Atomphysiker
- Archyp Ljulka: Luftfahrtpionier, Strahltriebwerkskonstrukteur
- Nikolai Iwanowitsch Lobatschewski: Mathematiker; nichteuklidische Geometrie (Lobatschewskische Geometrie)
- Alexander Nikolajewitsch Lodygin: Elektroingenieur; Lodygin-Glühlampe
- Juri Wladimirowitsch Lomonossow: Eisenbahnpionier, Diesellokomotive
- Michail Wassiljewitsch Lomonossow: Universalgelehrter, nach ihm wurde der Lomonossow-Rücken benannt
- Gleb Jewgenjewitsch Losino-Losinski: Raumfähre Buran
- Oleg Wladimirowitsch Lossew: Entwickler der Leuchtdiode (LED)

### M

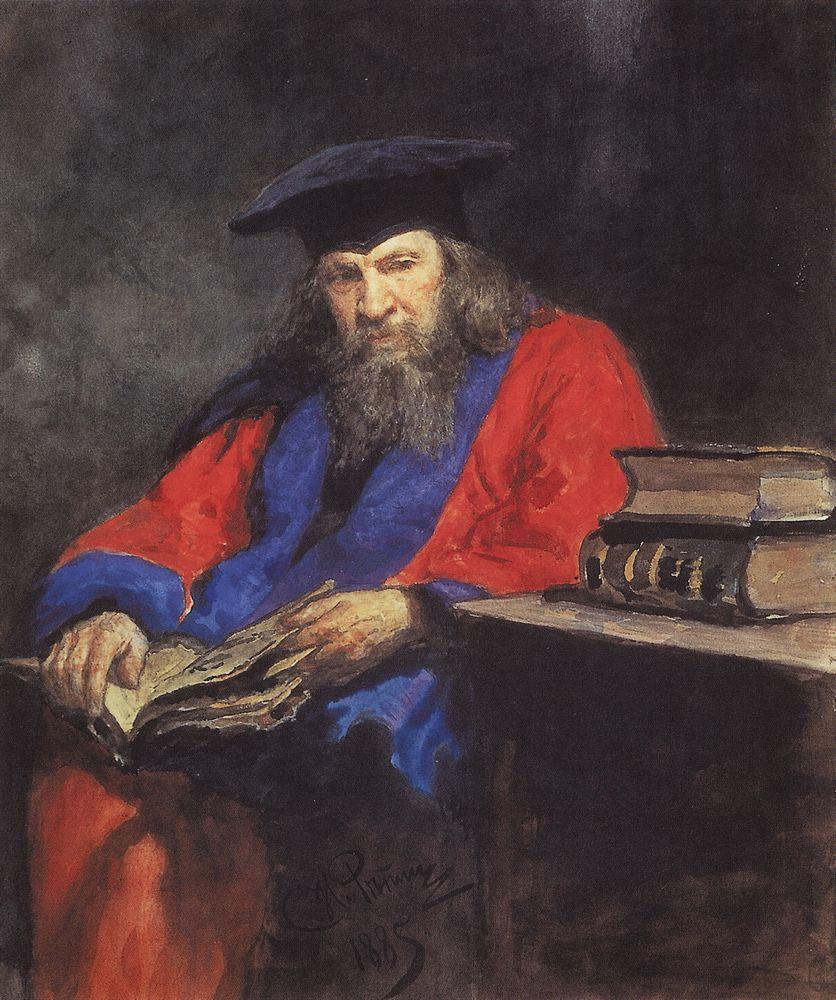
Dmitri Iwanowitsch Mendelejew

- Ilja Iljitsch Metschnikow: (Nobelpreis), er entdeckte die Immunabwehr-Mechanismen gegen Bakterien durch die weißen Blutkörperchen (Phagozytose) und erforschte die Heilung und Bekämpfung der Cholera
- Dmitri Iwanowitsch Mendelejew: Chemiker, Periodensystem
- Artjom Mikojan: Luftfahrtpionier, MiG-Düsenflugzeuge
- Michail Leontjewitsch Mil: Luftfahrtpionier, Mil-Hubschrauber

### N
- Alexander Nadiradse: (Georgische SSR), Raketeningenieur, Entwickler mobiler Interkontinentalraketen
- Konstantin Novoselov: Physiker (Nobelpreis, gemeinsam mit Andre Geim) Forschungen an Graphen

### O
- Juri Zolakowitsch Oganesjan: Kernphysiker, Entdecker schwerer Elemente, u. a. Oganesson

### P
- Alexei Leonidowitsch Paschitnow: Programmierer, Spiel Tetris
- Iwan Petrowitsch Pawlow: (Nobelpreis), Arbeiten über die Verdauungsdrüsen
- Grigori Jakowlewitsch Perelman: Mathematiker; Poincaré-Vermutung
- Fjodor Pirozki: Elektroingenieur, Straßenbahn mit Elektroantrieb
- Michail Aslanowitsch Pogosjan: Luftfahrtpionier, Suchoi-Düsenflugzeuge
- Alexander Markowitsch Poljakow: Theoretischer Physiker, Beiträge zur Stringtheorie
- Iwan Iwanowitsch Polsunow: Erste Dampfmaschine in Russland und den ersten Zwei-Zylinder-Motor der Welt
- Alexander Stepanowitsch Popow: Pionier der Funktechnik, Entwickler des Radios
- Alexander Michailowitsch Prochorow: Physiker (Nobelpreis) – Arbeiten auf dem Gebiet der Quantenelektronik, die zur Konstruktion von Oszillatoren und Verstärkern auf der Basis des Maser-Laser-Prinzips führten
- Sergei Michailowitsch Prokudin-Gorski: Fotograf und Pionier der Farbfotografie

### R
- Jewgeni Lasarewitsch Roschal: Programmierer, WinRAR
- Boris Lwowitsch Rosing: Pionier des Fernsehens

### S

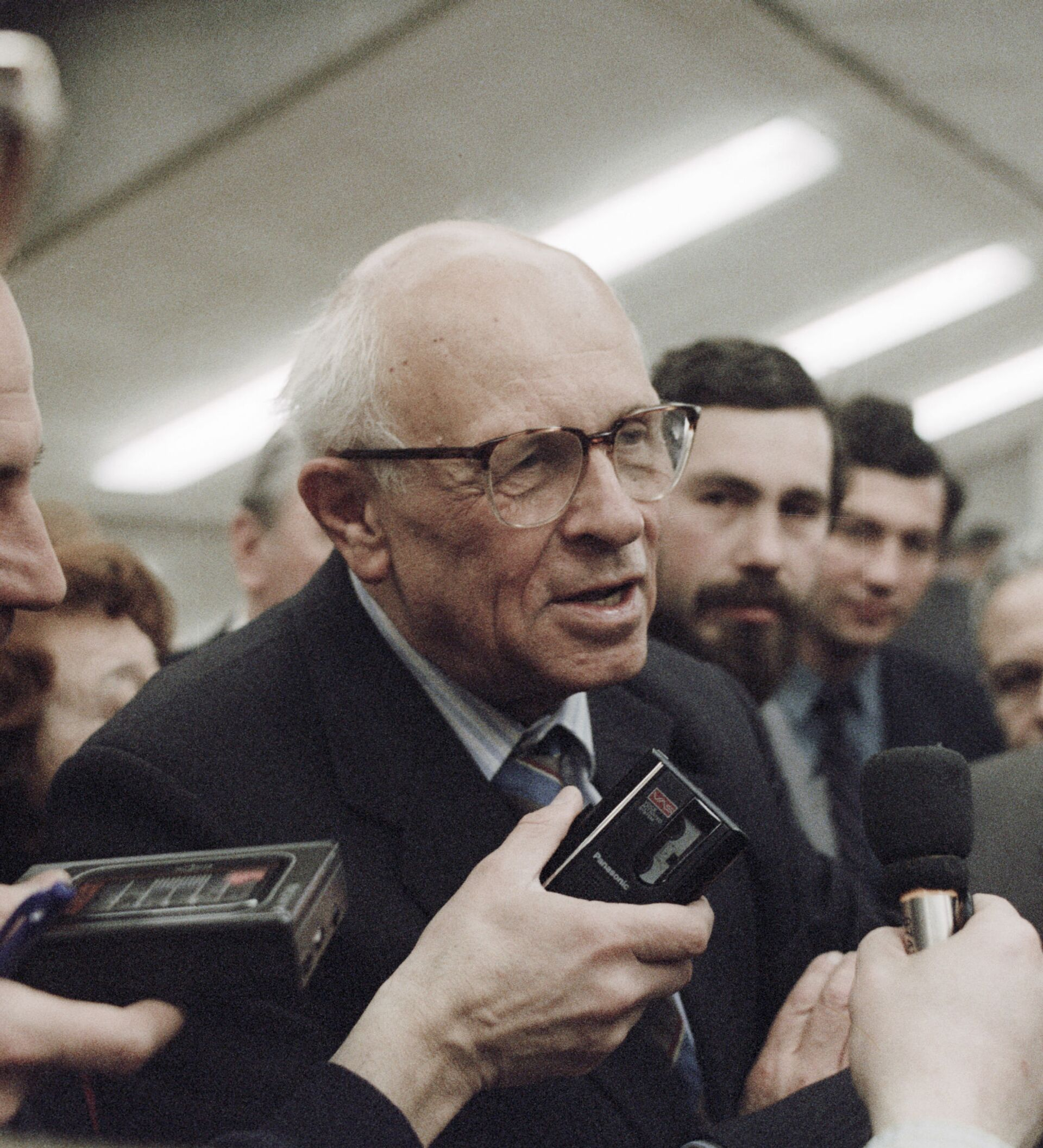
Andrei Dmitrijewitsch Sacharow, 1989

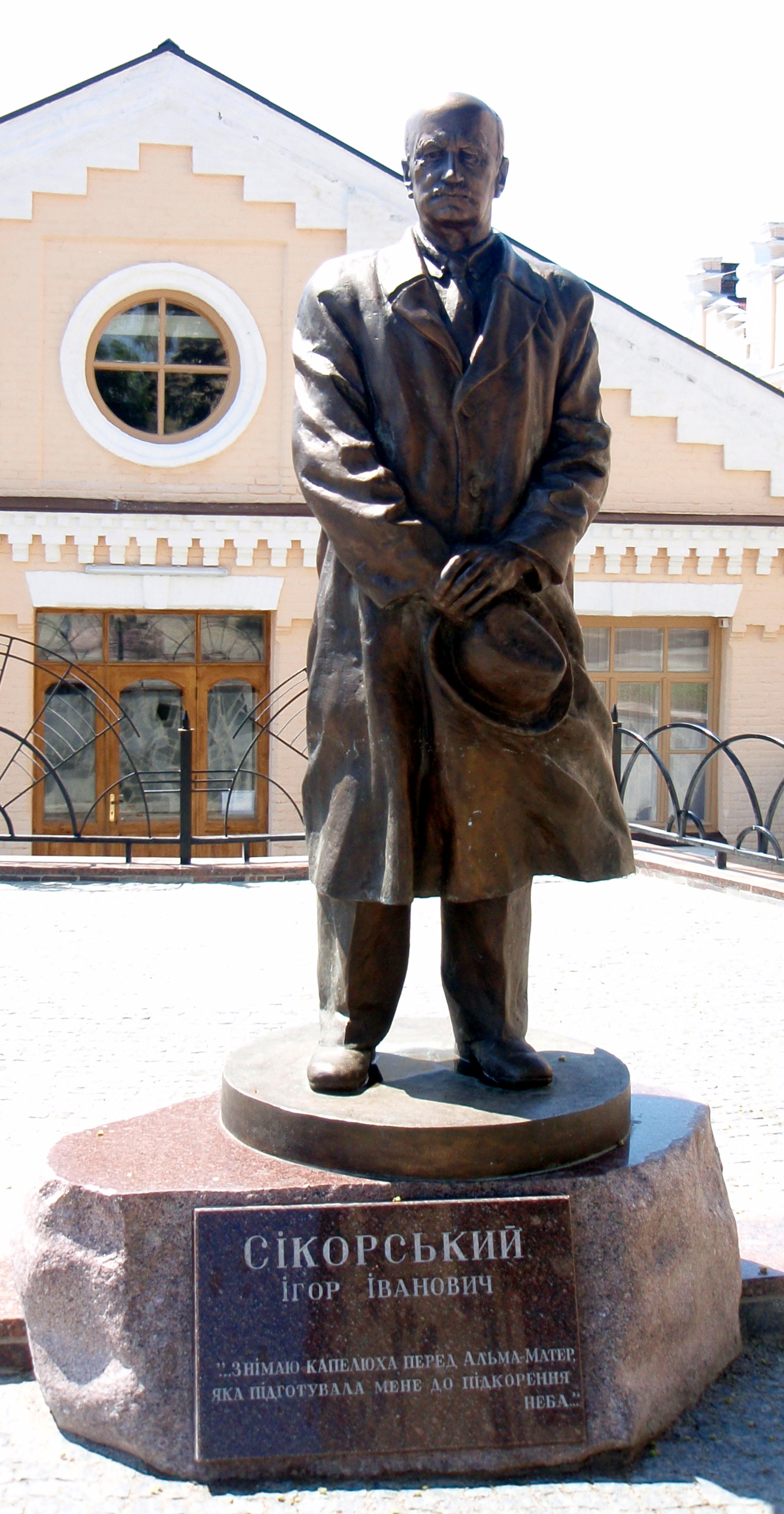
Igor-Sikorski-Denkmal in Kiew

- Andrei Dmitrijewitsch Sacharow: Physiker, Beiträge zur sowjetischen Wasserstoffbombe, Zar-Bombe
- Jewgeni Konstantinowitsch Sawoiski: Physiker, Kernspinresonanzspektroskopie
- Pjotr Petrowitsch Schilowski: Pionier des Fahrzeugbaus
- Wladimir Grigorjewitsch Schuchow: Seilnetz
- Nikolai Jegorowitsch Schukowski: Mathematiker, Pionier der russischen Luftfahrt
- Nikolai Dmitrijewitsch Selinski: Chemiker, Hell-Volhard-Zelinsky-Reaktion
- Nikolai Nikolajewitsch Semjonow: Chemiker, (Nobelpreis für Chemie 1956)
- Igor Iwanowitsch Sikorski: Luftfahrtpionier, Hubschrauber, Heckrotor-Konfiguration
- Wladimir Simonow: Unterwasserpistole SPP-1 Underwater Pistol und Unterwassergewehr APS Underwater Assault Rifle
- Alexander Stepanow: Programmierer, C++ Standard Template Library
- Boris Sergejewitsch Stetschkin: Flugpionier
- Alexander Stoletow: Physiker, Photozellen, die als Elektronenröhren schneller sind als Selenzellen, 1889
- Wassili Swjosdotschkin: Matrjoschka-Puppen (gemeinsam mit Sergei Maljutin)

### T

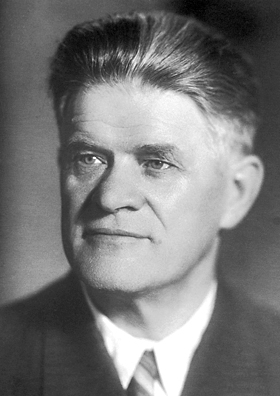
Pawel Alexejewitsch Tscherenkow, 1958

- Igor Jewgenjewitsch Tamm: (Nobelpreis für Physik 1958) – für die Entdeckung und Interpretation des Tscherenkow-Lichts (gemeinsam mit Pawel Alexejewitsch Tscherenkow und Ilja Michailowitsch Frank)
- Andrei Nikolajewitsch Tichonow: Mathematiker, Satz von Tychonoff
- Michail Klawdijewitsch Tichonrawow: Weltraumsateliten Sputnik und Wostok 1
- Wladimir Nikolajewitsch Tschelomei: Raketen und Raumschiffkonstrukteur, erste Raumstation Saljut 1
- Boris Iwanowitsch Tscheranowski: Luftfahrtpionier, Nurflügel
- Pawel Alexejewitsch Tscherenkow: (Nobelpreis für Physik 1958) – für die Entdeckung und Interpretation der Tscherenkow-Strahlung (gemeinsam mit Igor Tamm und  Ilja Michailowitsch Frank)
- Boris Jewsejewitsch Tschertok: Pionier der Raumfahrt

### U
- Pjotr Jakowlewitsch Ufimzew, Physiker, Tarnkappentechnik

### W
- Nikolai Iwanowitsch Wawilow: Biologe, Genzentrum bei Pflanzen
- Wladimir Iossifowitsch Weksler: Physiker, Synchrotron, Synchrophasotron

### Z
- Ludwik Lejzer Zamenhof (Russland/Polen): Sprache Esperanto
- Konstantin Eduardowitsch Ziolkowski: Pionier der Raumfahrt, Raketengrundgleichung
- Michail Semjonowitsch Zwet: Chromatographie
- Vladimir Zworykin: Ikonoskop, Elektronisches Fernsehen